# جو غليك
جو غليك (بالإنجليزية: Joe Glick)‏ مواليد 22 فبراير 1903 في بروكلين - الوفاة 05 سبتمبر 1978 في لوس أنجلوس، كان ملاكم محترف أمريكي صنّف ضمن فئة الوزن الخفيف.

## إحصائيات
خاض خلال مسيرته 244 نزالا، فاز في 136 وتعادل في 31 وخسر في 72. فاز بالضربة القاضية في 25 نزالا.

## روابط خارجية
- جو غليك على موقع بوكس ريك (الإنجليزية) (registration required)